# Beth Cooke
Beth Cooke (* 1982) ist eine britische Schauspielerin.

## Leben
Beth Cooke ist die Tochter der Schauspieler Sorcha Cusack und Nigel Cooke. Sie hat einen Bruder und wuchs in London auf.
Ihre erste Erwähnung als Statist findet sich zu den Credits der Fernsehserie One Day at a Time: dort ist sie als Baby in einer Episode zu sehen. Als Schauspielerin wirkte sie erstmals 2011 in einer Episode der Fernsehserie The Suspicions of Mr Whicher mit. 2013 war sie in einer Folge der Seifenoper Doctors zu sehen. 2016 hatte sie eine größere Rolle im Fernsehfilm Kommissar Maigret: Die Falle an der Seite von Rowan Atkinson.

## Filmografie
- 1982: One Day at a Time (Fernsehserie, Episode 8x09)
- 2011: The Suspicions of Mr Whicher (Fernsehserie, Episode 1x01)
- 2013: Casualty (Fernsehserie, Episode 28x08)
- 2014: Chronicles of Courage (Kurzfilm)
- 2014: Doctors (Fernsehserie, Episode 16x124)
- 2016: Kommissar Maigret: Die Falle (Maigret Sets a Trap) (Fernsehfilm)
- 2016: Titanic's Tragic Twin: The Britannic Disaster (Fernsehfilm)
- 2017: Holby City (Fernsehserie, Episode 19x48)
- 2018: Inspector Barnaby (Midsomer Murders) Fernsehserie, Staffel 20, Folge 1: Mord nach altem Rezept (The Ghost Of Causton Abbey)